# Câmara de arte e curiosidades

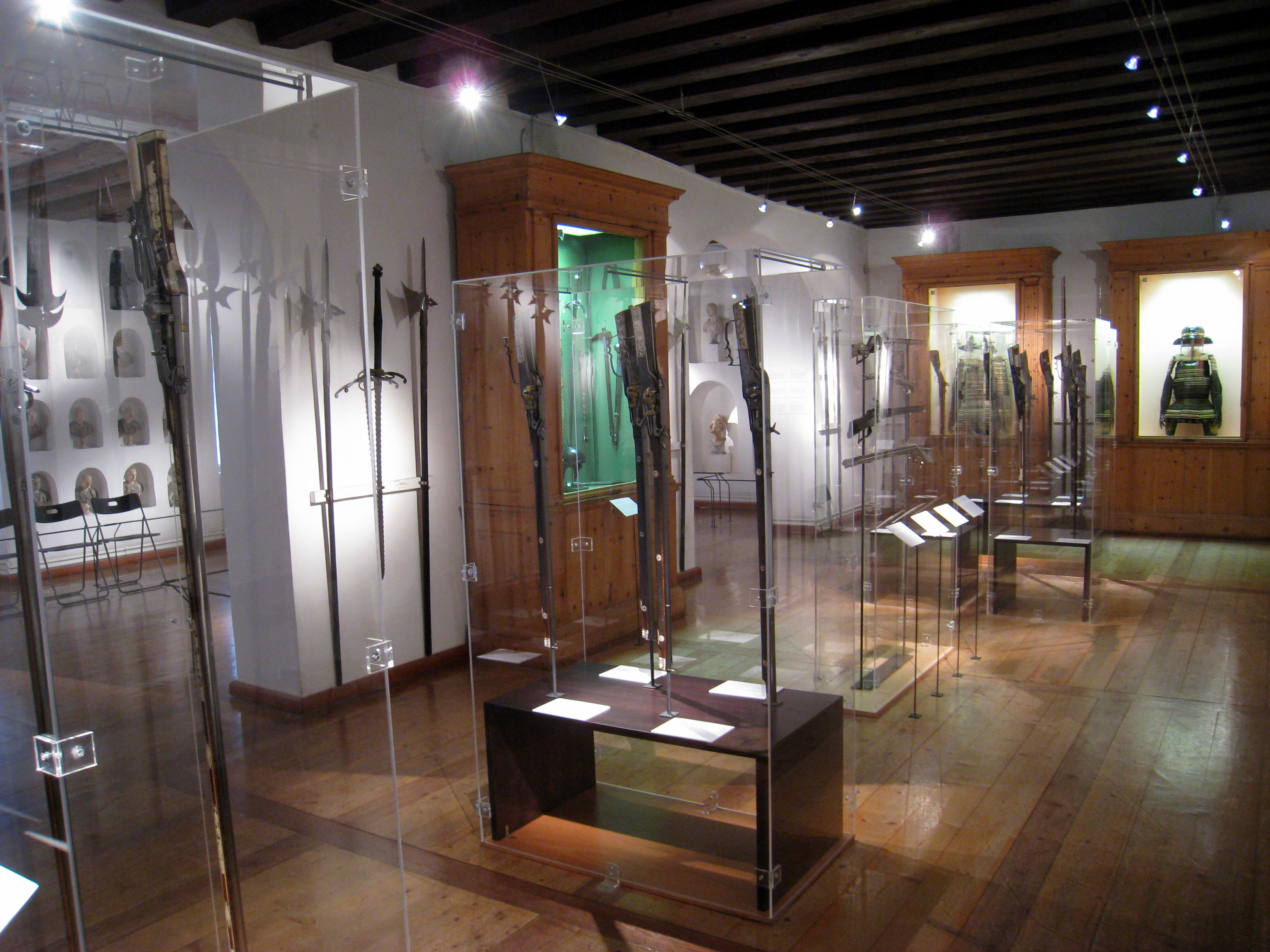
A “Pequena Armeria”, parte da Câmara de Arte e Maravilhas, Castelo de Ambras

A Câmara de Arte e Curiosidades ou Câmara de Arte e Maravilhas (Kunst- und Wunderkammer) é um gabinete de curiosidades (em alemão: Kunstkammer) criado no século XVI por Ferdinand II, Arquiduque da Áustria e localizado em Innsbruck, Áustria. Ferdinand II foi o soberano do Condado do Tirol e da Áustria Ultramarina, além de ser um colecionador de arte. Ele construiu este museu especificamente para expor suas coleções (1572–1583, suplemento de 1589).
Ferdinand II foi o primeiro a apresentar uma coleção segundo um conceito sistemático dentro de um edifício museal especialmente construído. Castelo de Ambras é possivelmente o museu mais antigo do mundo. A Câmara de Arte e Curiosidades é a única Kunstkammer preservada em sua localização original.
Exemplos de itens da coleção incluem armaduras, armas, retratos, objetos naturais, raridades, “maravilhas da natureza”, instrumentos científicos contemporâneos, instrumentos musicais e itens preciosos. Em tempos posteriores, estes são classificados como artificialia, naturalia, scientifica, exotica e mirabilia. A Coleção Strasser de Vidro (em alemão: Glassammlung Strasser) exibe vidrarias preciosas dos períodos renascentista e barroco. A Galeria de Retratos dos Habsburgos (em alemão: Habsburger Porträtgalerie) está distribuída em três andares e aberta aos visitantes no verão. A galeria expõe pinturas de artistas como Hans Burgkmair, Lucas Cranach, o Jovem, Giuseppe Arcimboldo, Peter Paul Rubens e Diego Velázquez. Atualmente, essas coleções são administradas pelo KHM-Museumsverband, parte do Kunsthistorisches Museum, Viena.

## Coleção
Uma variedade de objetos incomuns está em exibição, incluindo uma entalhe em madeira de “Morte” por Hans Leinberger, cálices, coleções e artefatos de coral, figuras de vidro, peças centrais, brinquedos mecânicos, relógios e vários instrumentos. Diversos artefatos asiáticos também são expostos, como uma armadura de samurai, uma tigela Ryukyu e uma pintura em seda da China.

### Pinturas
A coleção de Ambras contém diversos retratos únicos, e alguns dos sujeitos foram considerados na época como “Maravilha da Natureza”. Os pintores são desconhecidos. São apresentados gigantes e anões, pessoas com hirsutismo e outros, incluindo:

#### Gregor Baci

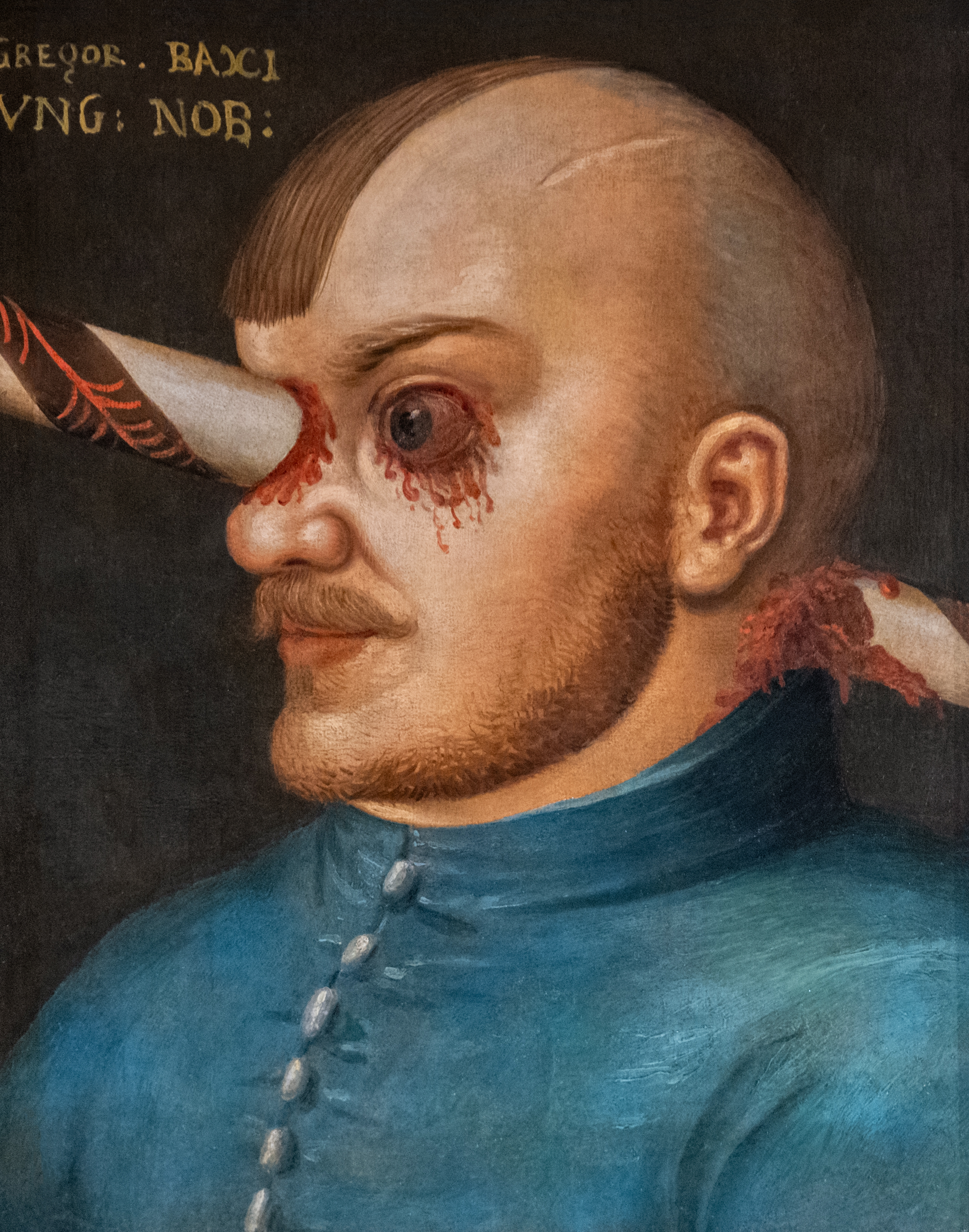
Retrato de Gregor Baci

Este retrato representa um hussardo húngaro, tradicionalmente identificado como Gregor Baci, que aparentemente sobreviveu a um ferimento perfurante com uma lança no lado direito do rosto. O ferimento pode ter ocorrido durante um torneio de justa ou enquanto lutava contra os turcos otomanos. A pintura foi criada por um artista desconhecido no século XVI e listada pela primeira vez em 1621.

#### Vlad Ţepeş

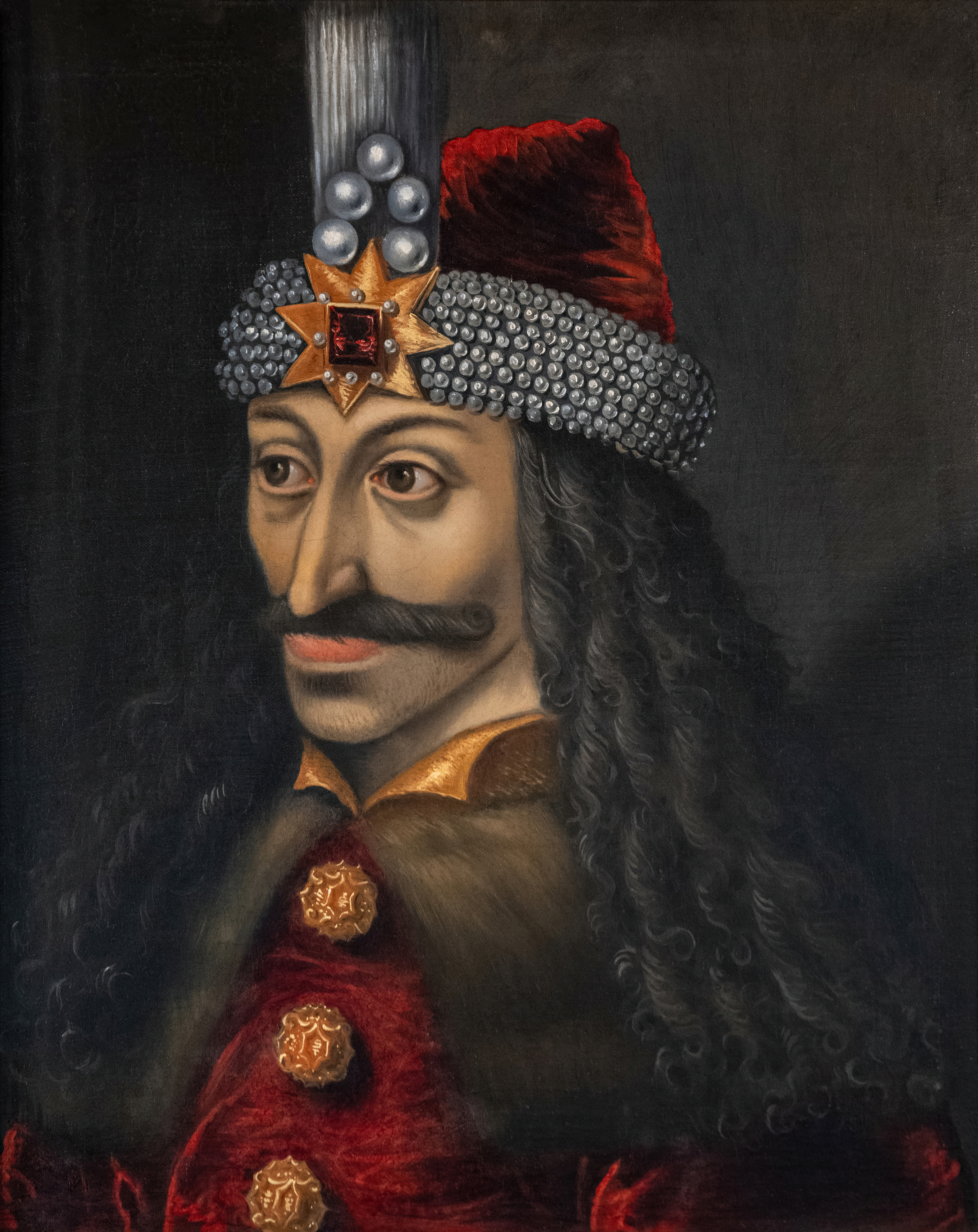
Retrato de Vlad Ţepeş, mais conhecido como “Drácula”

A representação de Vlad III, o Empalador foi pintada cerca de um século após seu reinado e representa um dos seus primeiros retratos. Não se destina apenas a mostrá-lo como governante, mas também a ser um “psicograma do mal”.

#### Um homem com deficiências

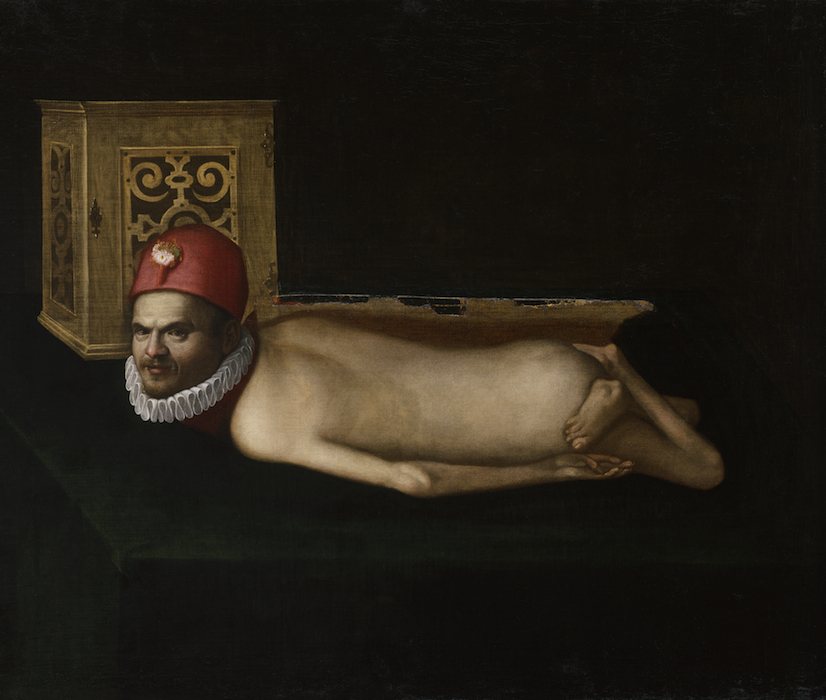
Um Homem com Deficiências

Esta pintura é considerada incomum e única para o final do século XVI, pois retrata um homem com deficiência física. No estilo típico de retrato, ele olha para o espectador, enquanto o topo de sua cabeça está coberto por um chapéu. Uma peça de pescoço na moda separa sua cabeça de seu corpo nu, que repousa de bruços sobre um lençol verde escuro. Seus membros parecem atrofiados e inúteis. Originalmente, o retrato estava parcialmente obscurecido por uma folha de papel vermelho, que o observador levantava para revelar o corpo do sujeito. Os observadores indicaram que ficaram chocados. O homem provavelmente era um bobo da corte. Uma análise extensa da pintura foi publicada (ver links externos).

#### Petrus Gonsalvus
A coleção possui um retrato de Petrus Gonsalvus e sua família, bem como de outras pessoas que exibem uma forma extrema de hirsutismo, também chamada de síndrome de Ambras em 1933, em referência à sua representação nesta coleção. A vida de Pedro Gonzalez foi bem documentada, pois ele se tornou famoso durante sua existência devido à sua condição. Nascido em 1537 em Tenerife, chegou primeiramente à corte de Henrique II, Rei da França, que o enviou para a corte de Margaret of Parma, regente dos Países Baixos. Ele se casou lá e alguns de seus filhos também foram afetados pela hipertricose universal e retratados. Sua família tornou-se objeto de investigação médica por Ulisse Aldrovandi e outros. Gonzalez, por fim, estabeleceu-se na Itália. Os retratos de Gonsalvus, feitos por um artista alemão anônimo, provavelmente foram criados a partir de desenhos, e não de um modelo ao vivo. Os retratos foram intitulados “Der Rauch man Zu Münichen” (o “Homem Selvagem/Peludo de Munique”, pois o antigo termo do médio alto alemão rûch significa selvagem/peludo) devido à origem do retrato, e não porque Gonsalvus tenha passado tempo em Munique.

## Galeria

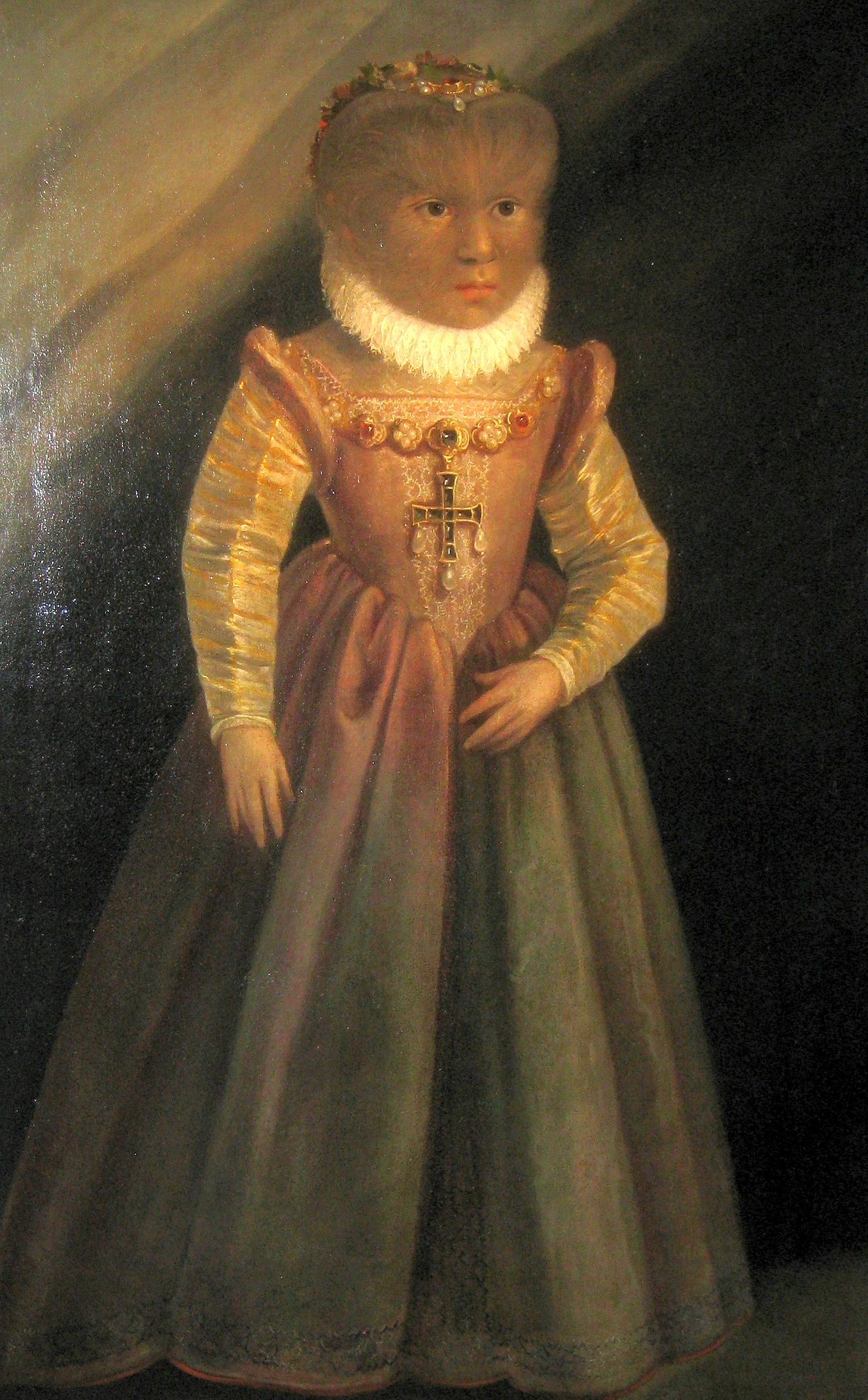
Retrato de Madelene Gonsalvas, 1580, Coleção Ambras
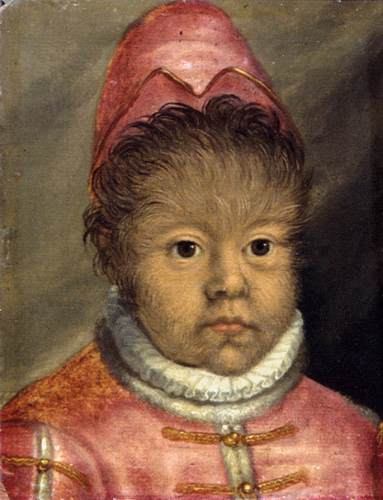
Henry Gonsalvas [Coleção Ambras]
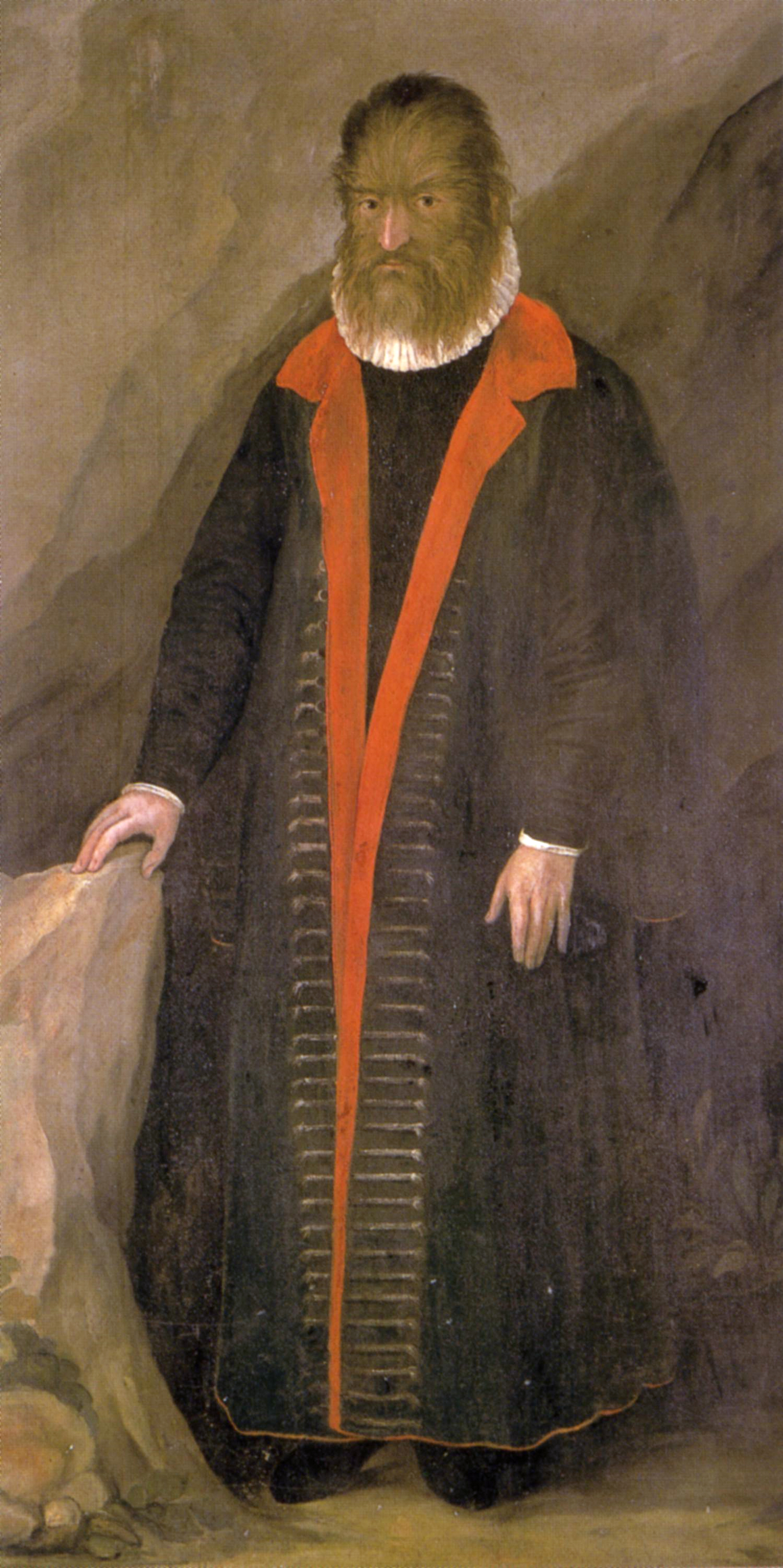
Pedro González [Coleção Ambras]
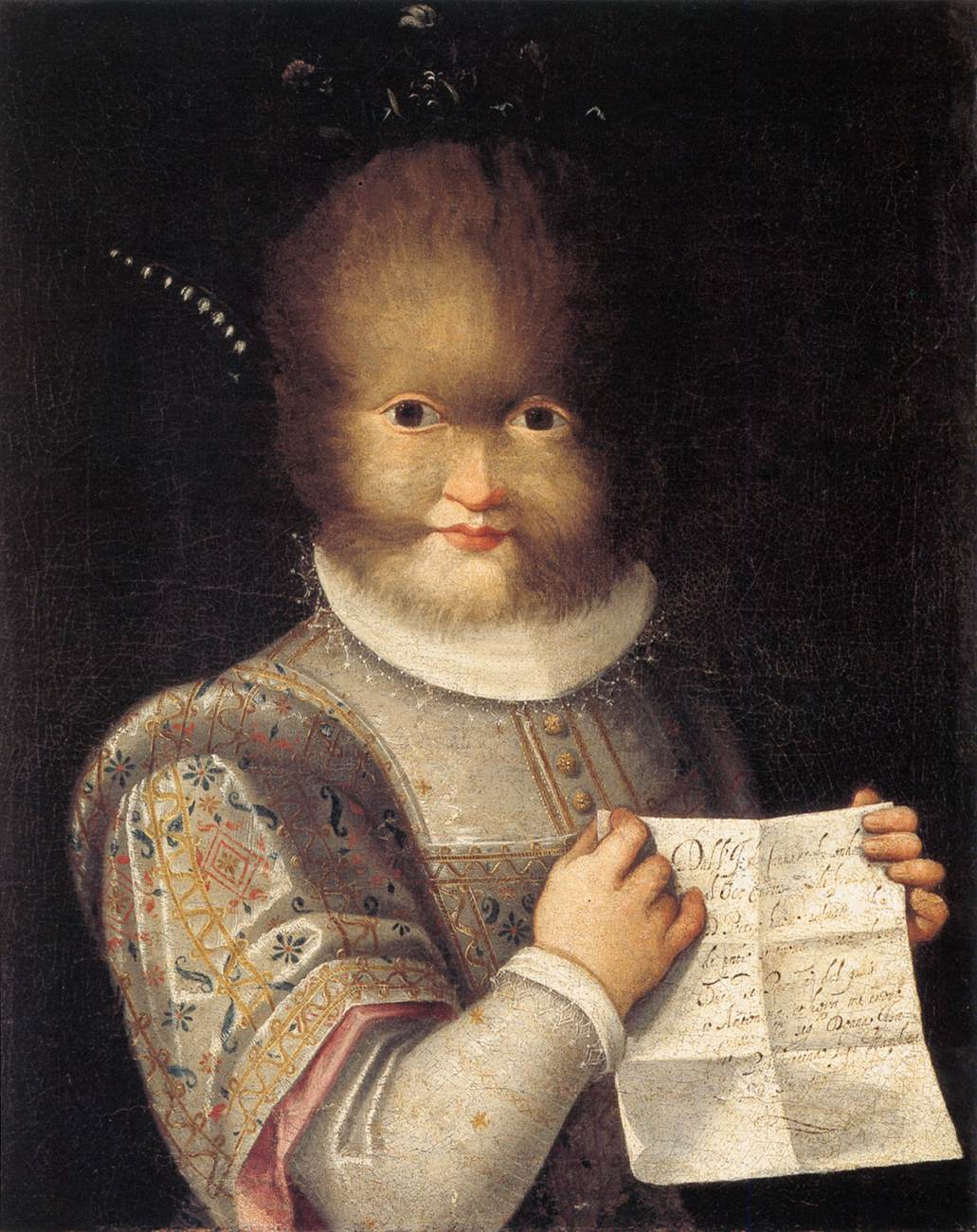
Retrato de Antonietta Gonsalvus por Lavinia Fontana, 1583
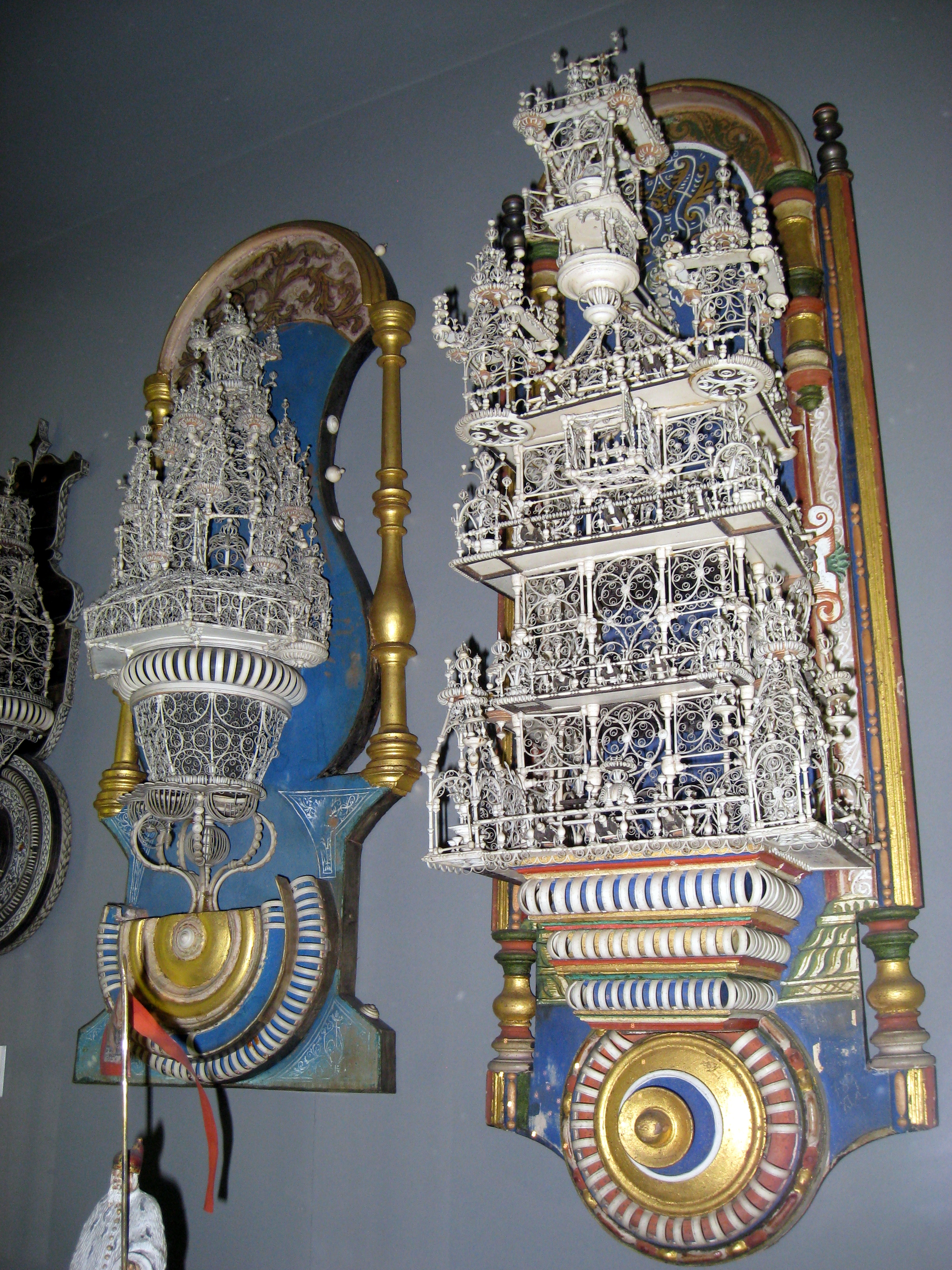
Itens esculpidos em marfim